# Punta Giglio
Punta Giglio, storicamente e ufficialmente in catalano algherese La Punta del Lliri, è un promontorio calcareo situato nella Sardegna nord-occidentale a nord di Alghero che, assieme a capo Caccia, racchiude la baia di porto Conte. Chiamata "punta" nonostante per la sua altezza sul livello del mare abbia le caratteristiche di "capo", deve il suo nome alla presenza di numerose piante di giglio marino.

## Descrizione
È compresa nel territorio della Area naturale marina protetta Capo Caccia - Isola Piana
Dalla sommità è possibile ammirare il panorama circostante. Per la strategica posizione dominante tra Porto Conte e Alghero anticamente insisteva una torre di avvistamento facente parte del sistema di difesa medievale e connessa a vista con le varie torri del Nord Ovest della Sardegna esistente ancora in tutta la Sardegna, ora scomparsa essendo stata demolita per la realizzazione del sistema di difesa antiaerea dell'esercito durante l'ultima guerra mondiale, di cui esistono ancora le strutture con caserma, piattaforme di posizionamento cannoni antiaerei, casematte e deposito esplosivi, costruiti con pietre di calcare del posto e mimetizzati alla vista dal mare.

## Controversie
Il sito è ora divenuto una struttura ricettiva turistica, grazie ad una concessione demaniale, divenuta oggetto di molteplici azioni di contestazione da parte delle varie associazioni ambientaliste e cittadini costituitisi in una associazione denominata Punta Giglio Libera.
Altra azione contestata dalle associazioni ambientaliste è stata la serie di bandi pubblicati da parte dell'ente parco, relativi alle presunte necessarie manutenzioni della costa in particolare alla necessità della messa in sicurezza di porzioni di falesia ritenute pericolanti.

## Geomorfologia
È composto di calcare bianco sovrastato da vegetazione spontanea Mediterranea, e per il tipico carsismo di tutta l'area anche qui si sono formate numerose grotte. A livello del mare, sul versante sud è possibile osservare il solco di battente a circa +6 m risalente all'ultimo disgelo che fece stazionare il livello di marea per lunghissimo tempo. 
Il luogo è quindi importantissimo per lo studio delle evoluzioni climatico geologiche che si sono susseguite ed osservabili concretamente sul campo.

## Le grotte
Nella sommità vi è la grotta del Dasterru, che presenta due aperture, una delle quali a pozzo, visitabile con attrezzature speleo di base. Nella parte a livello sul mare insistono varie grotte subacquee visitabili in immersione con attrezzature da sub e caratterizzate da vari affioramenti e sifoni che permettono la respirazione all'interno.
Le 3 più grandi e conosciute sono quella di Punta Giglio o dei Cervi, per un importantissimo giacimento fossile di cervi sardi, Megacerhus cazioti, ormai estinto, quella dei Fantasmi, incredibile opera d'arte della natura per le spettacolari concrezioni calcitiche erose dal sistema a condotta forzata e la Grotta delle Stalattiti, così denominata per avere al suo interno numerose stalattiti sommerse ancora integre e tracce di stalagmiti inglobate nel pavimento, con visibili i vari cerchi concentrici che ne determinano la lettura della loro evoluzione grazie ai diversi strati di calcite.

## Galleria d'immagini

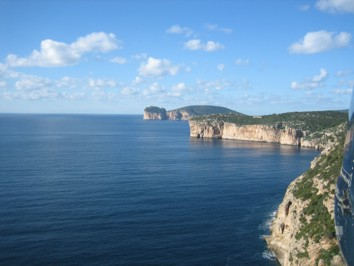
Vista aerea di punta Giglio e capo Caccia
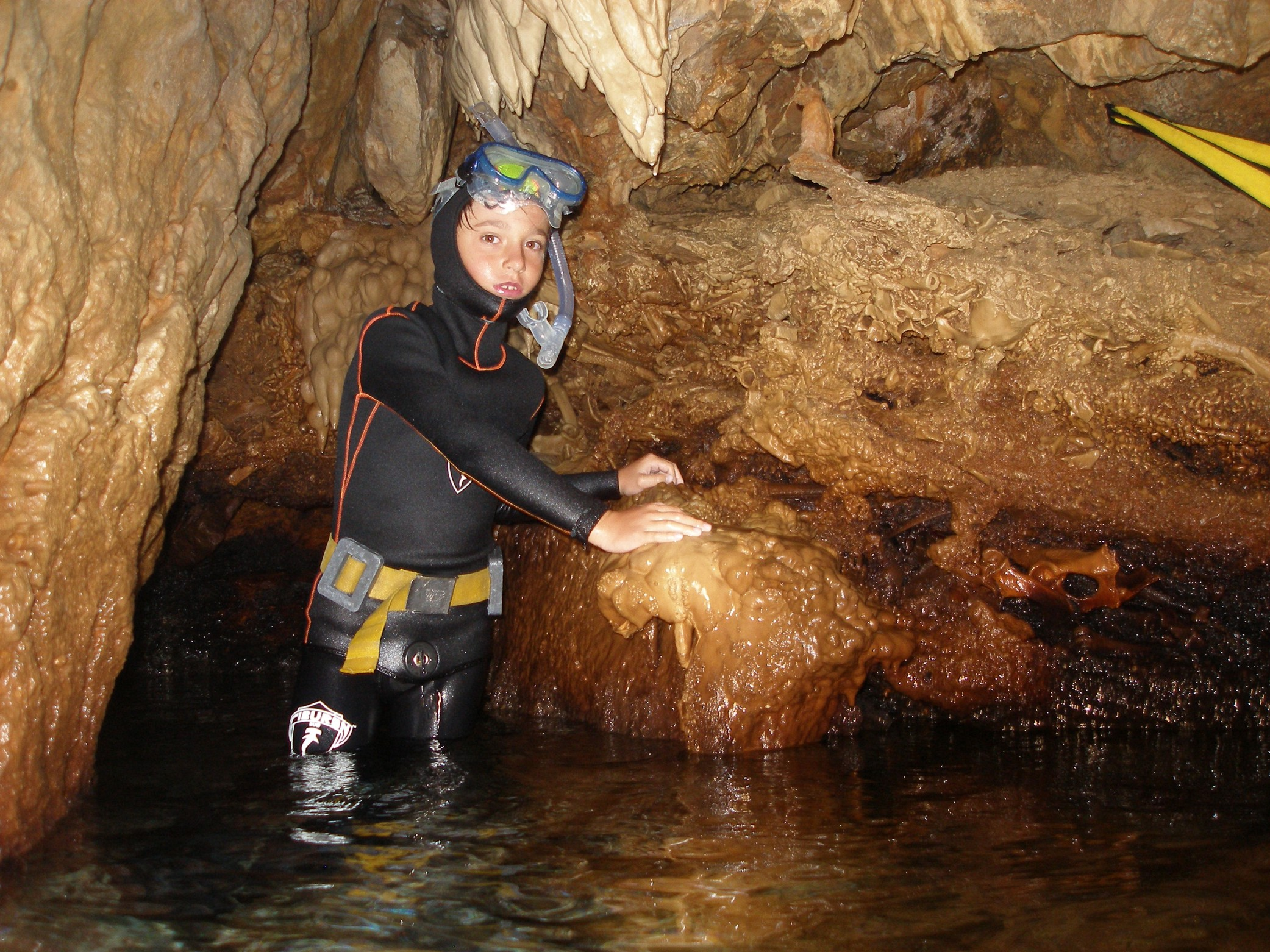
Il giacimento di Megaloceros cazioti algarensis nella grotta dei Cervi
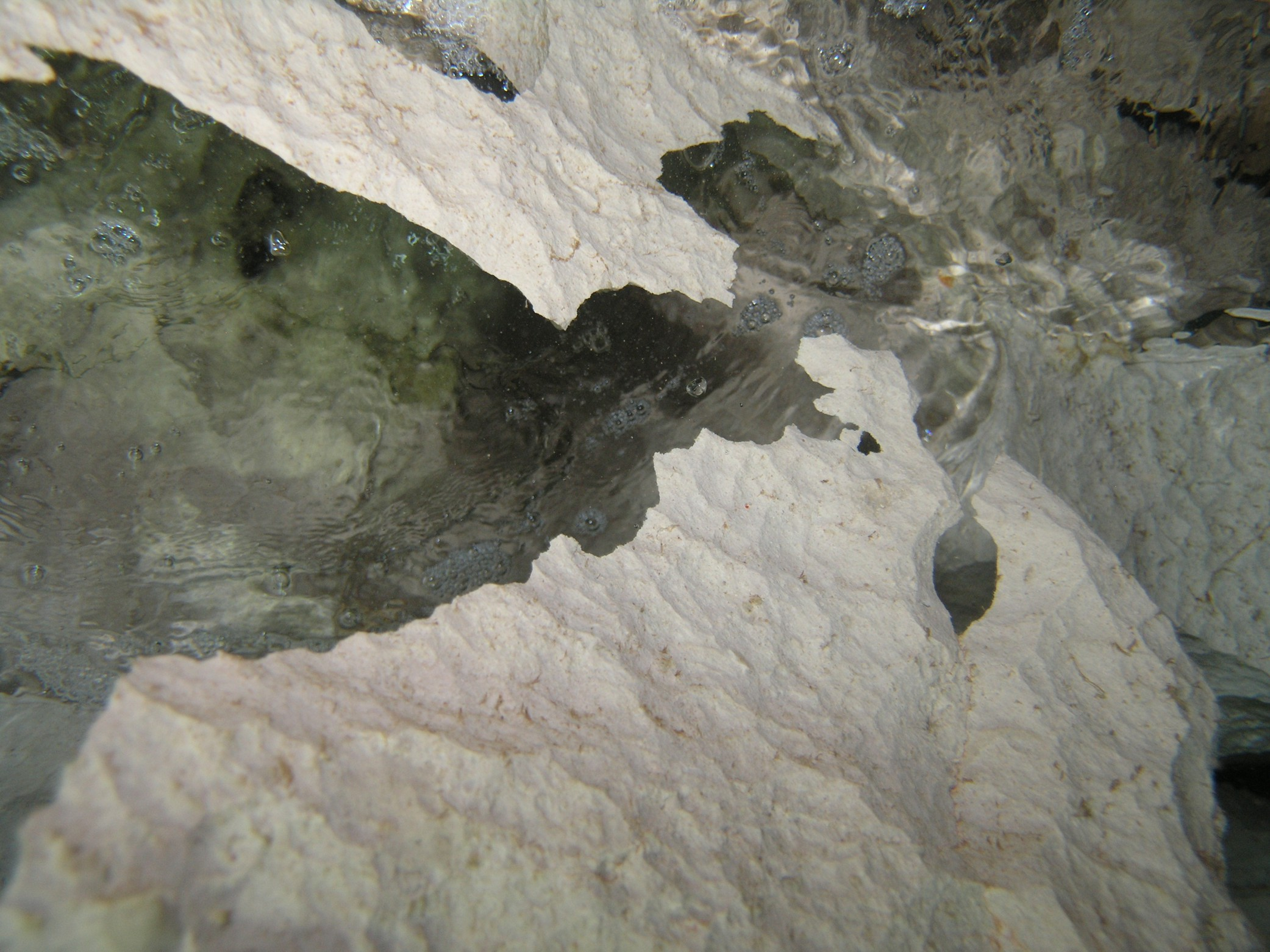
Il calcare eroso a lama di coltello nella grotta dei Fantasmi
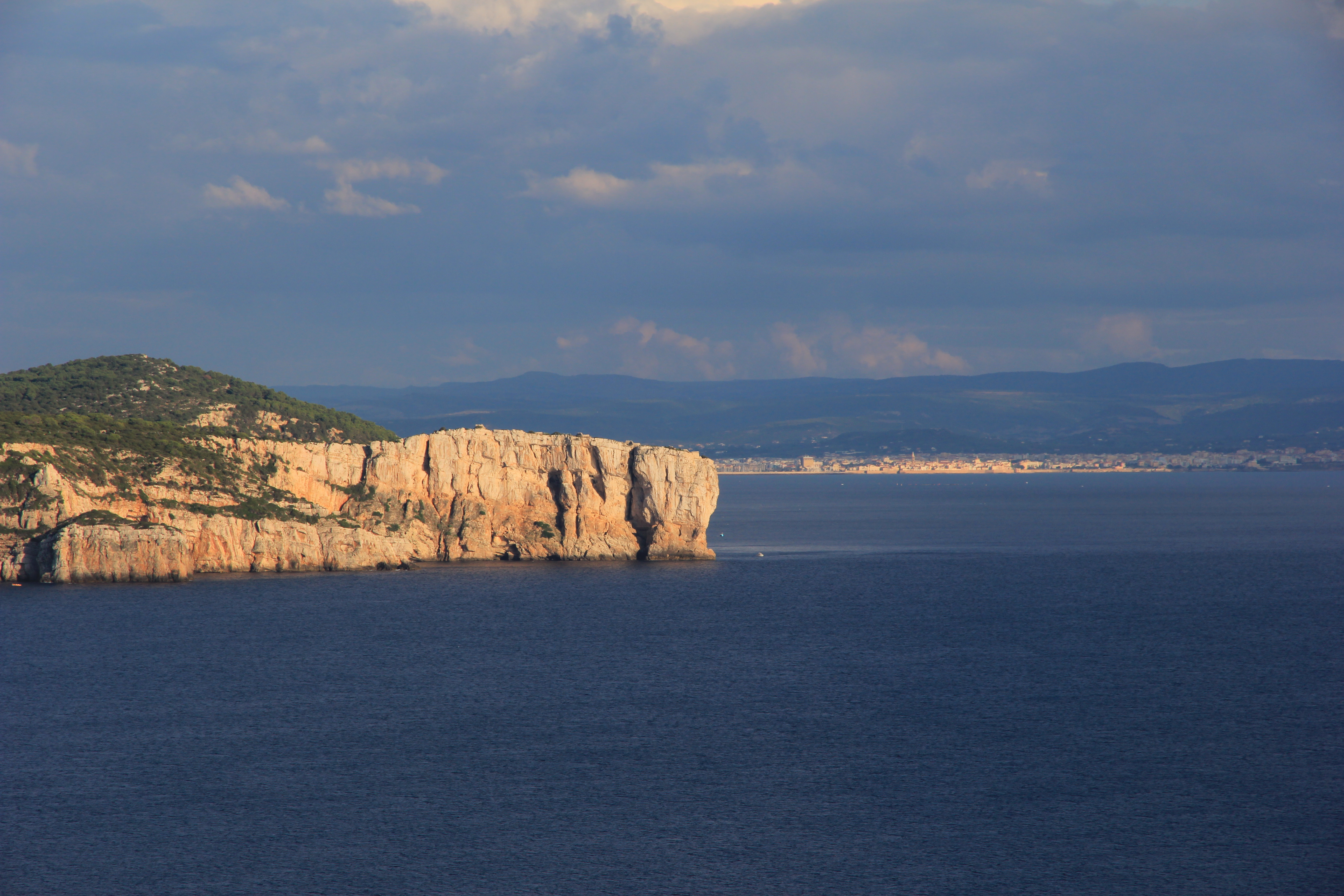
Punta Giglio con Alghero sullo sfondo
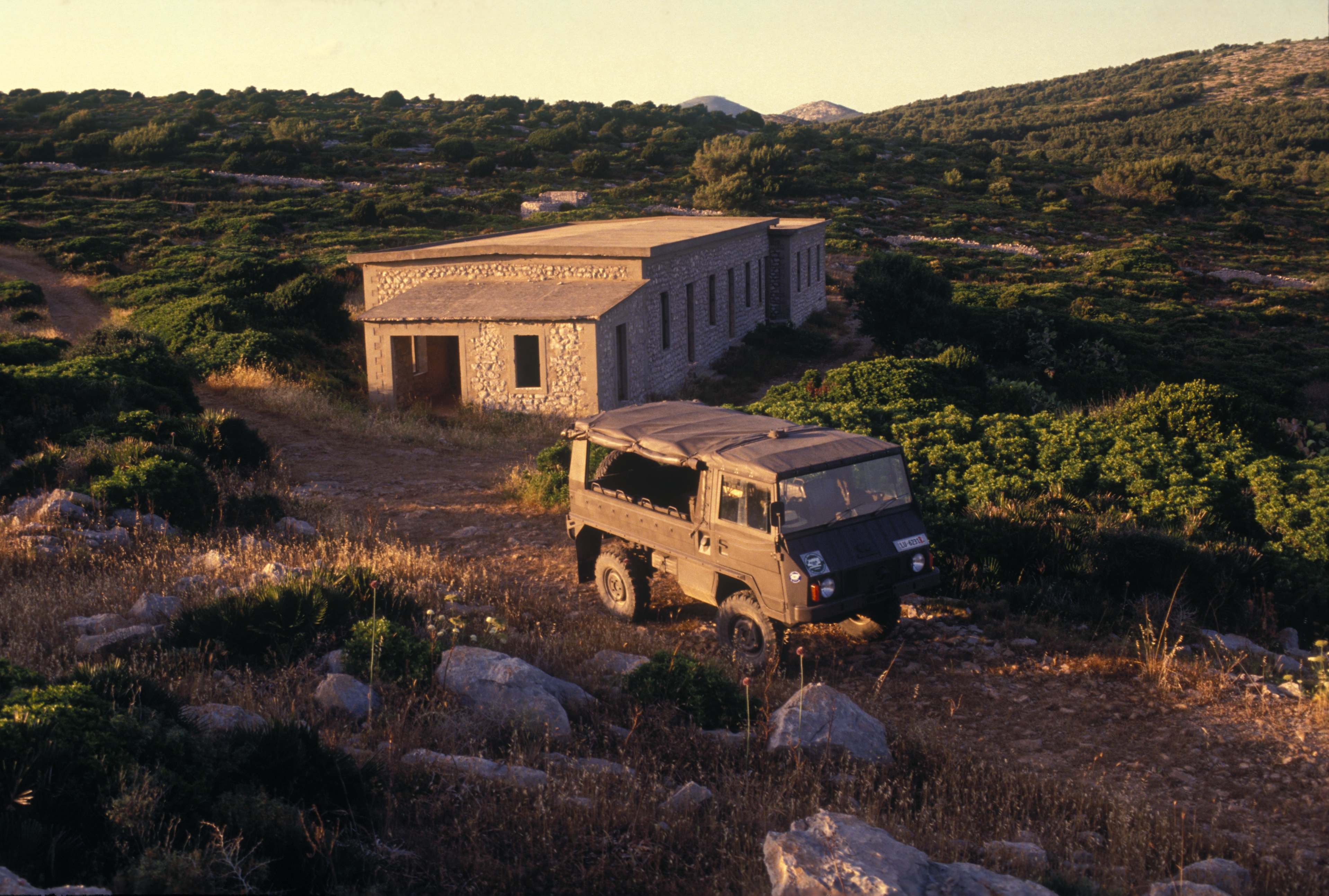
Casermette di Punta Giglio
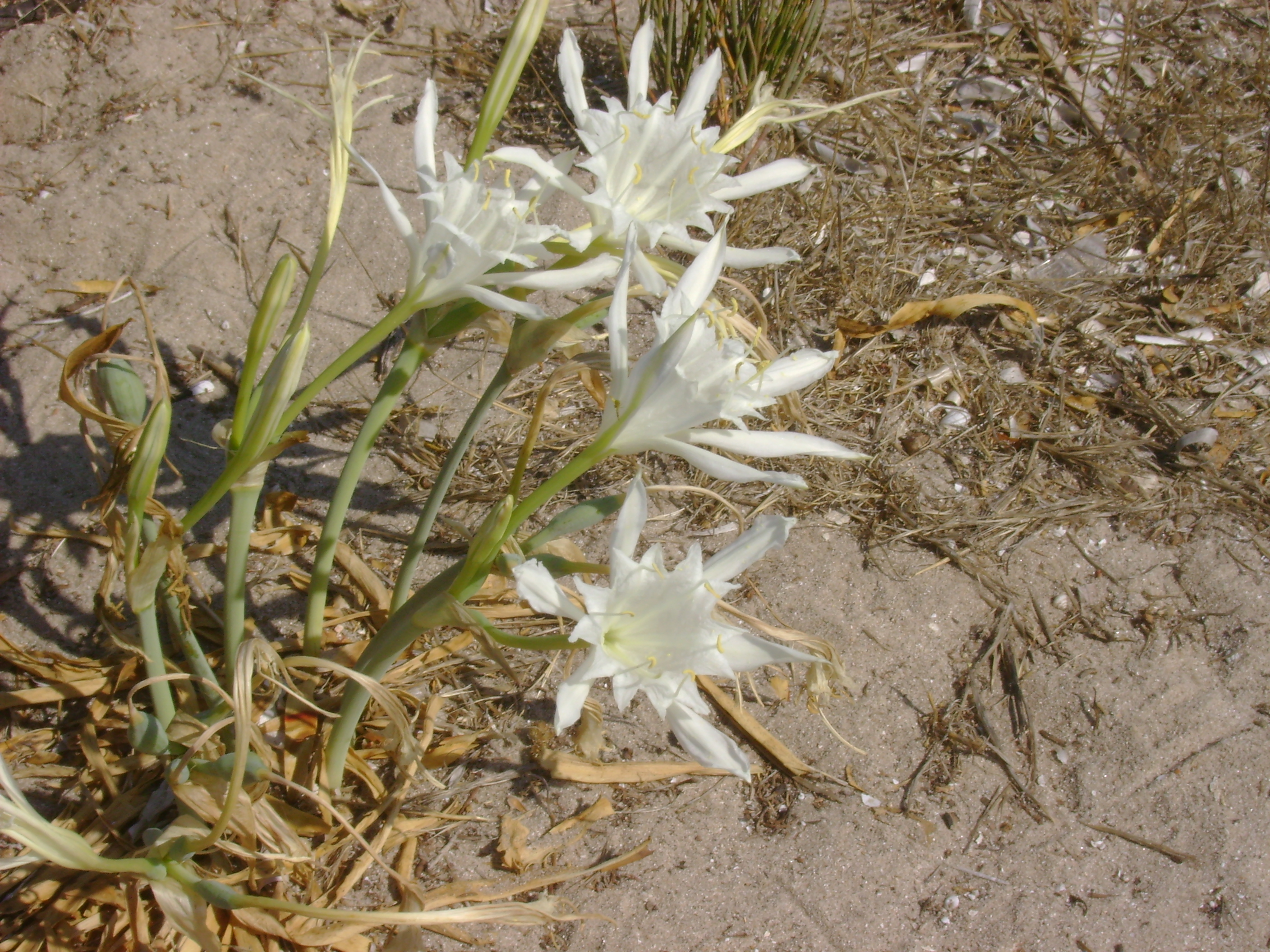
Giglio marino